# HF Christiansen
HF Christiansen A/S er en dansk producent af cykler. Virksomheden designer, fremstiller og sælger flere danske og internationale cykelmærker. I 1903 begyndte bogholder Hans Frederik Christiansen at sælge cykler i Randers.
Den familieejede virksomhed havde i 2014 omkring 80 ansatte og i regnskabsåret for 2015 en bruttofortjeneste på 20,6 mio. danske kroner.
Cykler fra HF Christensen designes af danske designere. Tegninger med geometri, farver og specifikationer sendes til Asien, hvor cyklerne fabrikeres. Derefter fragtes cyklerne tilbage til Danmark, hvor de distribueres i Danmark og Europa. I Danmark sælger HF Christiansen omkring 75.000 cykler om året.

## Mærker
Kerneforretningen i HF Christiansen-koncernen er cykler og tilbehør til cykler. HF Christiansen står for udvikling, produktion og distribution af mærkerne Avenue, Bike by Gubi, Centurion, MBK, Motobécane, Nishiki, Principia, Raleigh, Taarnby og Winther. 